# Santa Giusta
Santa Giusta (sardinsky: Santa Jùsta) je italská obec (comune) v provincii Oristano v regionu Sardinie. Nachází se ve výšce 10 metrů nad mořem a má přibližně 4 600 obyvatel. Rozloha obce je 69,22 km².